# Eurytoma biumbae
Eurytoma biumbae är en stekelart som beskrevs av Jean Risbec 1957. Eurytoma biumbae ingår i släktet Eurytoma och familjen kragglanssteklar.
Artens utbredningsområde är Rwanda. Inga underarter finns listade i Catalogue of Life.